# Master of Darkness
Master of Darkness (в Японии — In the Wake of Vampire, в Северной Америке — Vampire: Master of Darkness) — видеоигра жанра платформер-action, разработанная и выпущенная для игровых систем Sega Master System и Sega Game Gear компаниями Sega и SIMS в 1992 году. На Master System появилась исключительно на Европейском рынке, на Game Gear — также в Японии и Северной Америке.

## Сюжет
Тень графа Дракулы нависла над викторианской Англией. Единственный, кто сможет разыскать злодея и освободить страну от его кошмарной власти — это доктор Сошл (англ. Dr. Social), управляя которым игроку придётся преодолеть таинственные улицы Лондона и похожие на мрачные пещеры склады, сразиться с приспешниками короля вампиров и, в финальной битве, одолеть самого Дракулу.

## Геймплей
Игровой процесс игры практически полностью скопирован с Castlevania, популярной игры для NES: идентичное управление, косые лестницы, бонусы, выпадающие из висящих в воздухе объектов и другие аналогичные элементы. Только события игры происходят в более современном мире, вместо кнута главный герой вооружён рапирой, копьём, пистолетом и т. п. Так же, как и в Castlevania, главный герой использует два вида оружия: холодное оружие ближнего боя и дополнительное метательное или огнестрельное оружие, для того, чтобы воспользоваться которым надо нажать кнопку атаки и вверх одновременно.
Игра разделена на пять уровней, каждый из которых разделён на три этапа. В конце каждого уровня игроку предстоит встреча с одним из приспешников Дракулы. Оформление игровых локаций выдержано в соответствующем духу игры мрачном стиле: улицы ночного Лондона, музей восковых фигур, кладбище, зловещая лаборатория и, под конец, логово самого Дракулы.

Первый уровень на Game Gear
Уровень «Лаборатория» на Master System

## Критика
Несмотря на то, что Master of Darkness очевидно скопирована с Castlevania, оценки игра получила очень высокие. Средняя оценка игры по версии сайта MobyGames равняется 83 баллам из 100.

### Рецензии
- Англоязычный веб-сайт Video Game Critic поставил Game Gear варианту игры оценку A- (по шкале от F- до A+), назвав Master of Darkness одной из лучших игр на системе. По мнению сайта единственным минусом игры является отсутствие системы паролей[4].
- Итальяноязычный сайт, посвящённый классическим видеоиграм — Retrogaming History, оценил Master of Darkness на Sega Master System в 9 баллов из 10. Игра была названа в рецензии достойным конкурентом Castlevania. Особой похвалы был удостоен геймплей и дизайн уровней[5].
- На немецком сайте видеоигр Pixel-Heroes.de приключения борца с вампирами получили в сентябре 2003 года также оценку 9/10. В рецензии говорится, что несмотря на очевидные параллели с игрой Castlevania от Nintendo, Master of Darkness обладает достаточным количеством собственного шарма, чтобы стать шедевром. Уровни игры были названы разнообразными, графика — лучшим, чего можно добиться от 8-битной Сеги, а музыка — приятной. В минус игре была поставлена её недостаточно высокая сложность[6].
- Англоязычный веб-сайт Digital Press поставил игре на Master System 8/10, в том числе: 8/10 за графику и геймплей и 7/10 за музыку и звук[7].
- На популярном интернет-портале GameFAQs игра Master of Darkness на Master System имеет оценку 7,0 по результатам рецензий и 8,3 по мнению читателей, на Game Gear — 6,3 и 7,0 соответственно[8][9].

## Прочие факты
- Композитором игры является Йоко Вада) (англ. Yoko Wada, создатель музыкального оформления к играм Dynamite Duke (Master System и Mega Drive), Fantasy Zone (Game Gear), Disney’s Aladdin (Master System и Game Gear), Fire Pro Wrestling Returns (PlayStation 2) и другим[10].